# Фарук I Египатски
Фарук I Египатски (арап. فاروق الاول; Каиро, 11. фебруар 1920 — Рим, 18. март 1965) био је последњи египатски краљ (владао од 1936. до 1952). Наследио је свога оца, Фуада I 1936. године. Његов пуни назив је Његово величанство Фарук, по милости Божијој, краљ Египта и Судана, владар Нубије и Курдуфама и Дарфура.

## Биографија
Школовао се на Краљевској војној академији у Енглеској. Крунисан је у 16. години живота, 29. јула 1937. Том приликом је одржао јавни говор на радију, што је било први пут да се неки владар Египта обрати нацији директно на такав начин. Живео је луксузно и раскошно, имао је велико богатство. У првим годинама власти, био је омиљен, поготово у племићким круговима. Током Другог светског рата, Египат је званично био неутралан, иако се у њему налазила британска војска, тачније њена северноафричка компонента, Осма Армија. Фарук I је лично показивао извесне симпатије према нацистичкој Немачкој и фашистичкој Италији и није се одрекао својих италијанских саветника, упркос британским захтевима.Египат је званично објавио рат Немачкој тек 1945, и то, по речима самог Фарука, пре свега зато да би загарантовао позицију Египта у послератним преговорима и Уједињеним нацијама.
Фарук I трпео је критике народа због корумпиране и неефикасне власти, због наставка де факто Британске окупације, због пораза египатске војске у рату с Израелом и осталих разлога. САД је преко ЦИА-е помогао свргавање Фарука I. Године 1952, свргнула га је група младих војника под називом Покрет слободних официриа, на челу са Мухамадом Нагибим. Део официра хтео је да краља Фарука ликвидирају, али је пуковник Гамал Насер успео да му сачува живот у 9 часовном разговору унутар групе Слободних ифицира - крвопролиће рађа крвопролиће и избегао пут који је користило Муслиманско братство.
Фарук је после тога живео у егзилу у Мароку, а затим у Риму. Одузето му је египатско па је узео монегашко држављанство, захваљујући пријатељству с Ренијеом III од Монака. Био је љубитељ хране па се удебљао до око 135 kg. Умро је у ресторану у Риму, након обилног оброка.
Био је ожењен два пута, с Сафиназ Зулфикар и Нариман Садек. Имао је четворо деце.
Његова сестра Фавзија Египатска била је иранска краљица од 1941. до развода 1948. године.
Одликован је Краљевским орденом Карађорђеве звезде.